# Força Aèria d'Autodefensa del Japó
La Força Aèria d'Autodefensa del Japó (en japonès: 航空自衛隊, Kōkū Jieitai), també coneguda per les seves sigles en anglès JASDF, és la branca aèria de les Forces d'Autodefensa del Japó, i és responsable de la defensa de l'espai aeri japonès i d'altres operacions relacionades amb l'aviació. Manté patrulles aèries armades al voltant del Japó, i també manté una extensa xarxa de radars.

## Història

### Anys 50
L'any 1951 es va signar el Tractat de San Francisco, Japó va esdevenir una nació sobirana i democràtica, en 1954 el govern japonès va crear la Força Aèria d'Autodefensa del Japó. La major part del material bèl·lic aeri japonès usat durant la Segona Guerra Mundial havia estat destruït pels Aliats. Japó va reconstruir la seva força aèria amb material nord-americà, amb aparells de reacció com el caça F-86 Sabre, i amb aparells d'hèlice com l'avió de transport Curtiss C-46 Commando, com a avions d'entrenament destinats a la formació de nous pilots es van fer servir el Lockheed T-33 un avió de reacció, i el North American T-6 Texan, un avió d'hèlice, també el Fuji LM-1 Nikko un avió lleuger de fabricació japonesa es va fer servir com a avió de transport.

### Anys 60 i 70

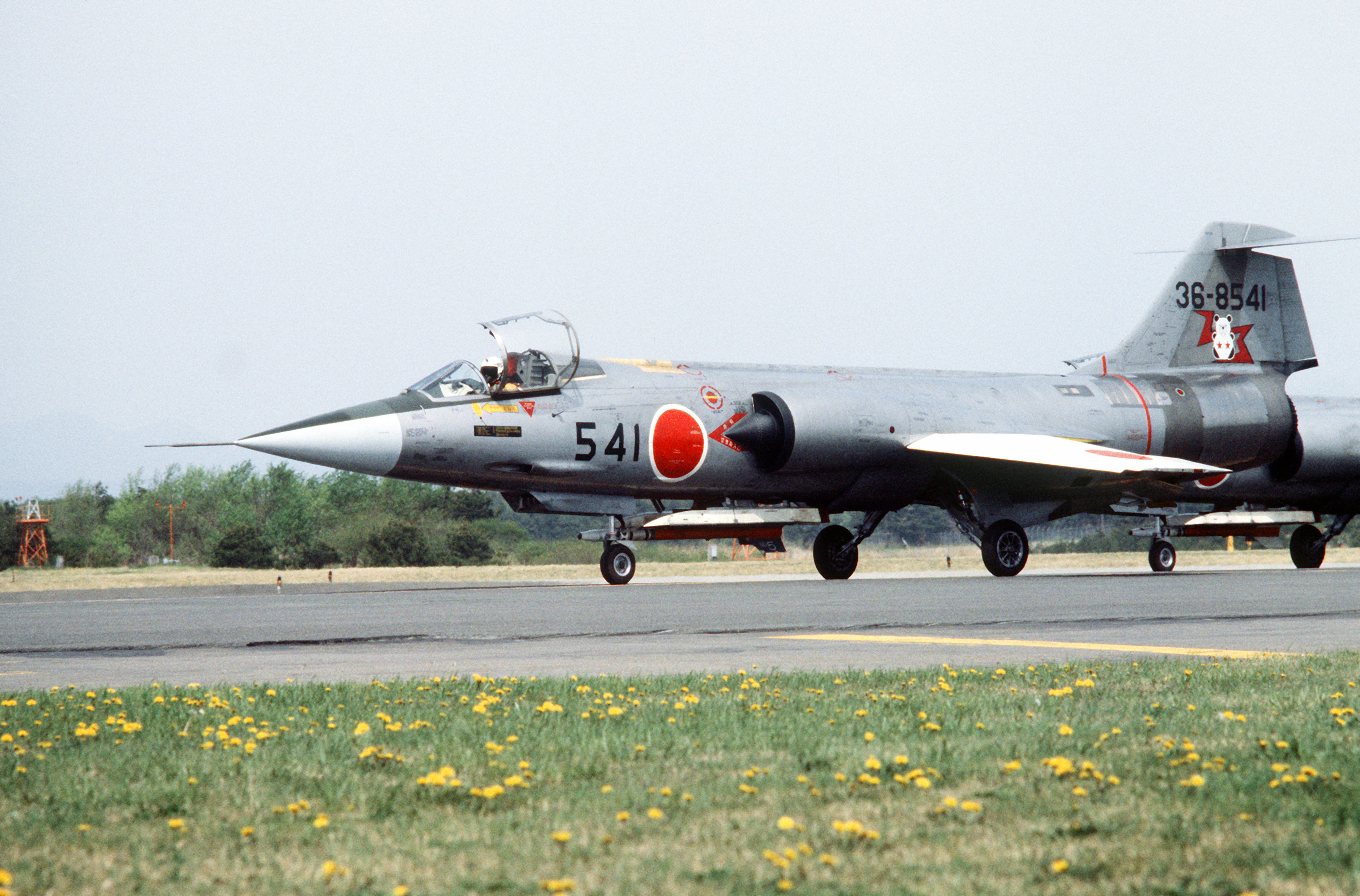
Lockheed F-104J

En la dècada de 1960, Japó va començar a produir sota llicència el Lockheed F-104J, un caça de reacció supersònic.
Entre els avions destinats a l'entrenament cal destacar el Fuji T-1, un aparell de reacció, fabricat per l'empresa Fuji Heavy Industries.
A la dècada de 1970 la Força Aèria va començar a fer servir el caça McDonnell Douglas F-4 Phantom II, produït per l'empresa Mitsubishi, en total se'n van produir 138 unitats al Japó i dues unitats més als Estats Units.
Mitsubishi també va fabricar el caça supersònic Mitsubishi F-1 dissenyat totalment al Japó amb la col·laboració de l'empresa Fuji Heavy Industries, tot i ser un caça l'F-1 disposava també de capacitat d'atac a terra i contra els vaixells, podia transportar una gran varietat d'armament; míssils de curt abast AIM-9 Sidewinder, míssils anti-vaixell ASM-1 i ASM-2, i un canó intern de 20mm Vulcan amb 750 projectils.
Entre els avions d'aquest període cal anomenar el Kawasaki C-1, un bimotor de transport amb motors de reacció, que va entrar en servei el desembre de 1974, es van fabricar 31 unitats d'aquest model, va ser construït al Japó per l'empresa Nihon Aircraft Manufacturing Corporation juntament amb Kawasaki Heavy Industries.
Entre els avions destinats a l'entrenament hi ha el Mitsubishi T-2, un aparell de reacció monomotor, dissenyat pel Doctor Kenji Ikeda, aquest aparell va entrar en servei amb la Força Aèria l'any 1975, i va romandre en el servei actiu fins a 2006. Anava armat amb un canó de 20 mm i amb 2 missils AIM-9 Sidewinder.
Entre els avions propulsats amb hèlice hi ha també el Fuji T-3, construït per l'empresa Fuji Heavy Industries, el seu primer vol va ser l'any 1974, es van construir 50 unitats, la producció del Fuji T-3 va continuar fins a l'any 1982.

### Anys 80 i 90

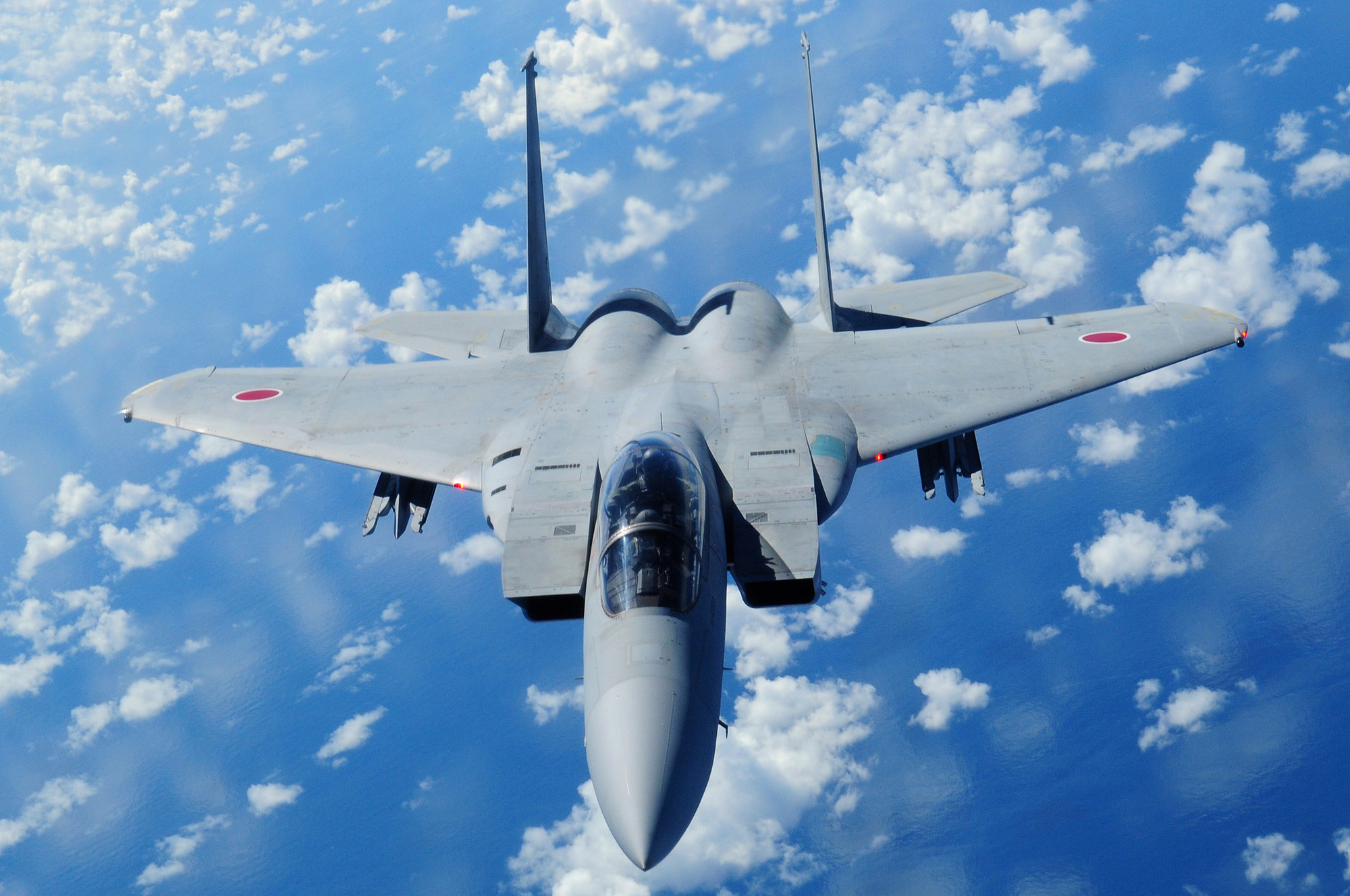
Mitsubishi F-15J

El 7 de desembre de 1981, 40 anys després de l'atac a Pearl Harbor, va entrar en servei el caça bimotor de reacció F-15J, es van construir 223 unitats, 12 unitats fabricades per McDonnell Douglas, i la resta per Mitsubishi Heavy Industries, aquest avió va esdevenir el principal interceptor de les Forces d'Autodefensa japoneses. Es va construir també una versió d'entrenament, equipada amb dos seients anomenada F-15DJ, 48 unitats d'aquest model biplaça van ser fabricades per Mitsubishi.
L'avió de transport Hercules C-130H va entrar en servei amb la Força Aèria l'any 1984, en total Japó va comprar 16 unitats, pertanyents al 401è esquadró estacionat a la base aèria de Komaki. L'Hercules C-130H, és un aparell equipat amb quatre motors de turbohèlice, dissenyat per la companyia americana Lockheed Martin.
Entre els avions d'entrenament cal destacar el Kawasaki T-4 "Dolphin", un avió de reacció subsònic usat per l'equip acrobàtic "Blue Impulse", es van construir 208 unitats, va entrar en servei l'any 1988, 4 unitats van resultar danyades durant el Terratrèmol i tsunami del Japó del 2011.
L'any 1991 va entrar en servei amb les Forces d'Autodefensa del Japó l'helicòpter Mitsubishi H-60, és un aparell bimotor equipat amb turboeix, la seva missió principal és la recerca i el rescat. La Força Aèria d'Autodefensa del Japó disposa de 31 unitats.

### Segle XXI
El Fuji T-7 és un avió d'entrenament fabricat per l'empresa Fuji Heavy Industries, va entrar en servei l'any 2002, la Força Aèria disposa de 49 unitats.
El Boeing KC-767, és un avió de re-proveïment en vol bimotor de reacció, la Força Aèria disposa de 4 aparells, va entrar en servei l'any 2011.
El Mitsubishi F-2, és un caça de reacció produït conjuntament per l'empresa nord-americana Lockheed Martin, i l'empresa japonesa Mitsubishi Heavy Industries, L'F-2 està basat en el General Dynamics F-16 Fighting Falcon nord-americà, va entrar en servei l'any 2000.
18 caces F-2 van resultar danyats en el Terratrèmol i tsunami del Japó del 2011

## Avions de combat
| Mitsubishi F-15J    | Mitsubishi F-15J                                                                                      |
| ------------------- | --- |
|                     | \| Missió: \| Caça, Bombarder \| \| Versions: \| Mitsubishi F-15J \| \| Aeronaus en servei: \| 180 \| |
| Missió:             | Caça, Bombarder                                                                                       |
| Versions:           | Mitsubishi F-15J                                                                                      |
| Aeronaus en servei: | 180                                                                                                   |

| McDonnel Douglas F-4 Phantom II | McDonnel Douglas F-4 Phantom II                                                                                       |
| ------------------------------- | --- |
|                                 | \| Missió: \| Caça, Bombarder \| \| Versions: \| McDonnell Douglas F-4 Phantom II \| \| Aeronaus en servei: \| 117 \| |
| Missió:                         | Caça, Bombarder |
| Versions:                       | McDonnell Douglas F-4 Phantom II                                                                                      |
| Aeronaus en servei:             | 117 |

| Mitsubishi F-2      | Mitsubishi F-2                                                                                     |
| ------------------- | -------------------------------------------------------------------------------------------------- |
|                     | \| Missió: \| Caça, Bombarder \| \| Versions: \| Mitsubishi F-2 \| \| Aeronaus en servei: \| 82 \| |
| Missió:             | Caça, Bombarder                                                                                    |
| Versions:           | Mitsubishi F-2                                                                                     |
| Aeronaus en servei: | 82                                                                                                 |

## Avions d'entrenament
| Kawasaki T-4        | Kawasaki T-4                                                                                  |
| ------------------- | --------------------------------------------------------------------------------------------- |
|                     | \| Missió: \| Entrenament \| \| Versions: \| Kawasaki T-4 \| \| Aeronaus en servei: \| 208 \| |
| Missió:             | Entrenament                                                                                   |
| Versions:           | Kawasaki T-4                                                                                  |
| Aeronaus en servei: | 208                                                                                           |

| Fuji T-7            | Fuji T-7                                                                                 |
| ------------------- | ---------------------------------------------------------------------------------------- |
|                     | \| Missió: \| Entrenament \| \| Versions: \| Fuji T-7 \| \| Aeronaus en servei: \| 48 \| |
| Missió:             | Entrenament                                                                              |
| Versions:           | Fuji T-7                                                                                 |
| Aeronaus en servei: | 48                                                                                       |

## AWACS
| Boeing E-767        | Boeing E-767                                                                          |
| ------------------- | ------------------------------------------------------------------------------------- |
|                     | \| Missió: \| AWACS \| \| Versions: \| Boeing E-767 \| \| Aeronaus en servei: \| 4 \| |
| Missió:             | AWACS                                                                                 |
| Versions:           | Boeing E-767                                                                          |
| Aeronaus en servei: | 4                                                                                     |

## Abastament en vol
| Boeing KC-767       | Boeing KC-767                                                                                      |
| ------------------- | -------------------------------------------------------------------------------------------------- |
|                     | \| Missió: \| Abastament en vol \| \| Versions: \| Boeing KC-767 \| \| Aeronaus en servei: \| 4 \| |
| Missió:             | Abastament en vol                                                                                  |
| Versions:           | Boeing KC-767                                                                                      |
| Aeronaus en servei: | 4                                                                                                  |

## Avions de transport
| Lockheed C-130 Hercules | Lockheed C-130 Hercules                                                                                       |
| ----------------------- | --- |
|                         | \| Missió: \| Avió de transport \| \| Versions: \| Lockheed C-130 Hercules \| \| Aeronaus en servei: \| 15 \| |
| Missió:                 | Avió de transport                                                                                             |
| Versions:               | Lockheed C-130 Hercules                                                                                       |
| Aeronaus en servei:     | 15 |

| Kawasaki C-1        | Kawasaki C-1                                                                                       |
| ------------------- | -------------------------------------------------------------------------------------------------- |
|                     | \| Missió: \| Avió de transport \| \| Versions: \| Kawasaki C-1 \| \| Aeronaus en servei: \| 25 \| |
| Missió:             | Avió de transport                                                                                  |
| Versions:           | Kawasaki C-1                                                                                       |
| Aeronaus en servei: | 25                                                                                                 |

## Helicòpters
| Boeing CH-47 Chinook | Boeing CH-47 Chinook                                                                                             |
| -------------------- | --- |
|                      | \| Missió: \| Helicòpter de transport \| \| Versions: \| Boeing CH-47 Chinook \| \| Aeronaus en servei: \| 15 \| |
| Missió:              | Helicòpter de transport                                                                                          |
| Versions:            | Boeing CH-47 Chinook                                                                                             |
| Aeronaus en servei:  | 15 |

| Mitsubishi H-60J    | Mitsubishi H-60J                                                                                             |
| ------------------- | --- |
|                     | \| Missió: \| Helicòpter de transport \| \| Versions: \| Mitsubishi H-60J \| \| Aeronaus en servei: \| 32 \| |
| Missió:             | Helicòpter de transport                                                                                      |
| Versions:           | Mitsubishi H-60J                                                                                             |
| Aeronaus en servei: | 32 |